# Polyarthron
Polyarthron is een kevergeslacht uit de familie van de boktorren (Cerambycidae). De wetenschappelijke naam van het geslacht werd voor het eerst geldig gepubliceerd in 1832 door Audinet-Serville.

## Soorten
Polyarthron omvat de volgende soorten:
- Polyarthron pectinicorne (Fabricius, 1793)
- Polyarthron philbyi Villiers, 1968